# 柔克义
柔克义（英語：William Woodville Rockhill，1854年4月1日—1914年12月8日:285），美国外交官、汉学家、藏学家。1854年生于美国费城，1914年因染风寒在檀香山逝世。他最為人所知的事蹟是提倡對華的門戶開放政策。

## 生平
柔克義生於美國費城，父親是托馬斯·凱威萊德·洛克希爾（英語：Thomas Cadwalader Rockhill），母親是多蘿西婭·安妮·伍德維爾（英語：Dorothea Anne Woodville，1823–1913)。他的父親在他13歲的時候過世，他的母親帶著一家人搬到法國以逃離美国內戰。
他從巴黎聖西爾軍校後在法國外籍兵團任職少尉，1876年之前待在阿爾及利亞。1884年4月柔克义任美国驻大清使馆二秘，1885年7月升任一秘。1886年12月－1887年4月柔克义任美国驻朝鲜臨時参赞。1888年他從美国驻大清使馆辭職，1891-1892年為史密森學會到中亞進行探險。1893年任美國國務院首席事務官，1894年任第三助理國務卿，1896年任助理國務卿，1897年任美国驻希腊兼羅馬尼亞、塞爾維亞大使。1899年5月辭職，任美洲共和國商務局主任。1900年7月出任美國駐華談判代表，1901年9月7日，大美國欽差特辦議和事宜全權大臣柔克義代表美国签署《辛丑条约》，後向美國國務院提交了《減免部分庚子拳亂賠款以資助清國留學美國》的建議書。1905年至1909年出任美国驻大清公使。1909年－1911年出任美国驻俄罗斯大使。1911年－1913年出任美国驻土耳其大使。1914年柔克义应聘为袁世凯私人顾问，赴任途中在檀香山逝世。

## 汉学
柔克义深受法国学派的影响，对藏文和汉文皆有较深造诣；他对中国古代和南洋、西洋的交通史，有较深研究。1911年，柔克义和德国汉学家夏德合作将宋代趙汝适所著《诸蕃志》翻译成英文。1914年，柔克义将元代航海家汪大渊著《岛夷志略》部分翻译成英文。柔克义对上述二书中的古代南洋和西洋地名多有考证。

## 藏學與西藏之旅

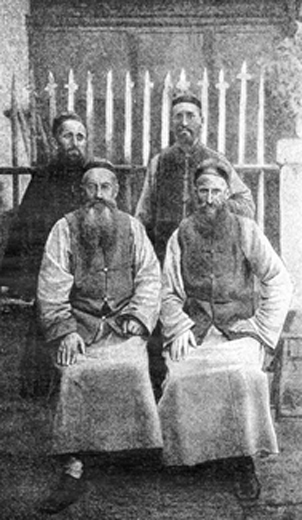
左起：Déjean神父，畢天榮主教，柔克義和蘇烈神父。由奧爾良的亨利王子攝於1890年打箭爐。

柔克义在学生时代受古伯察和秦噶華神父著作的影響，对西藏感到兴趣。他是第一位學習藏語的美國人，他在巴黎就讀聖西爾軍校時，從法國國家圖書館語言學家費爾與藏學家菲利普‧愛德華‧福科學習藏語:289-290，在北京拜来自拉萨和西宁的喇嘛为师，学藏语四年，被譽為美國現代藏學之父。他將藏文版《自說品》翻成英文後於1883年出版。:290他將藏文《波羅提木叉》翻成法文於1884年出版。他將關於西藏歷史、地理、民族的中文文獻翻成英文，於1891年由皇家亞洲學會雜誌出版。:290
1888年冬，他辞去美国驻大清使馆一秘之职务，筹备由华北陆路到西藏的旅程。他雇了二辆骡车，每车配两匹骡子，前往甘肃省会兰州。12月17日，他带了一名仆人出发，取道保定府、12月23日抵达长城的北天门口；26日抵达太原府。次日向潼关进发，经平遥县、灵石县，1889年1月5日抵达黄河，渡河到潼关，经临潼县，抵达西安府。1月10日抵达咸阳。16日抵达平凉府。
他於1891年第二次入藏，從昌都到德格、芒康、巴塘、理塘和打箭爐，於1892年返回漢地。

## 名字
柔克义是他自己认可并广泛使用的汉文名字；后世有的译者率译其姓为罗克希尔。藏文对其称呼，或音译其姓为རོག་ཧིལ་，曾一度使用于写给柔克义的藏文通信中。

## 著作

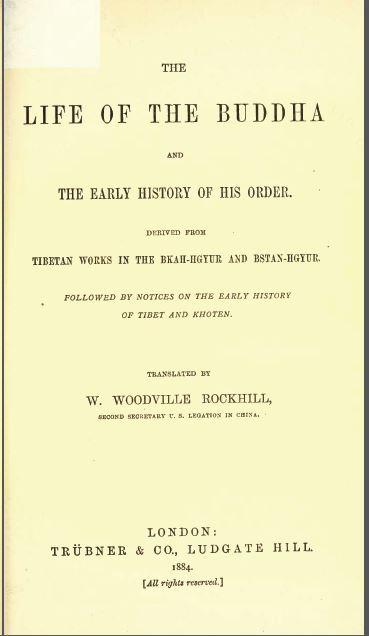
Life of the Budda

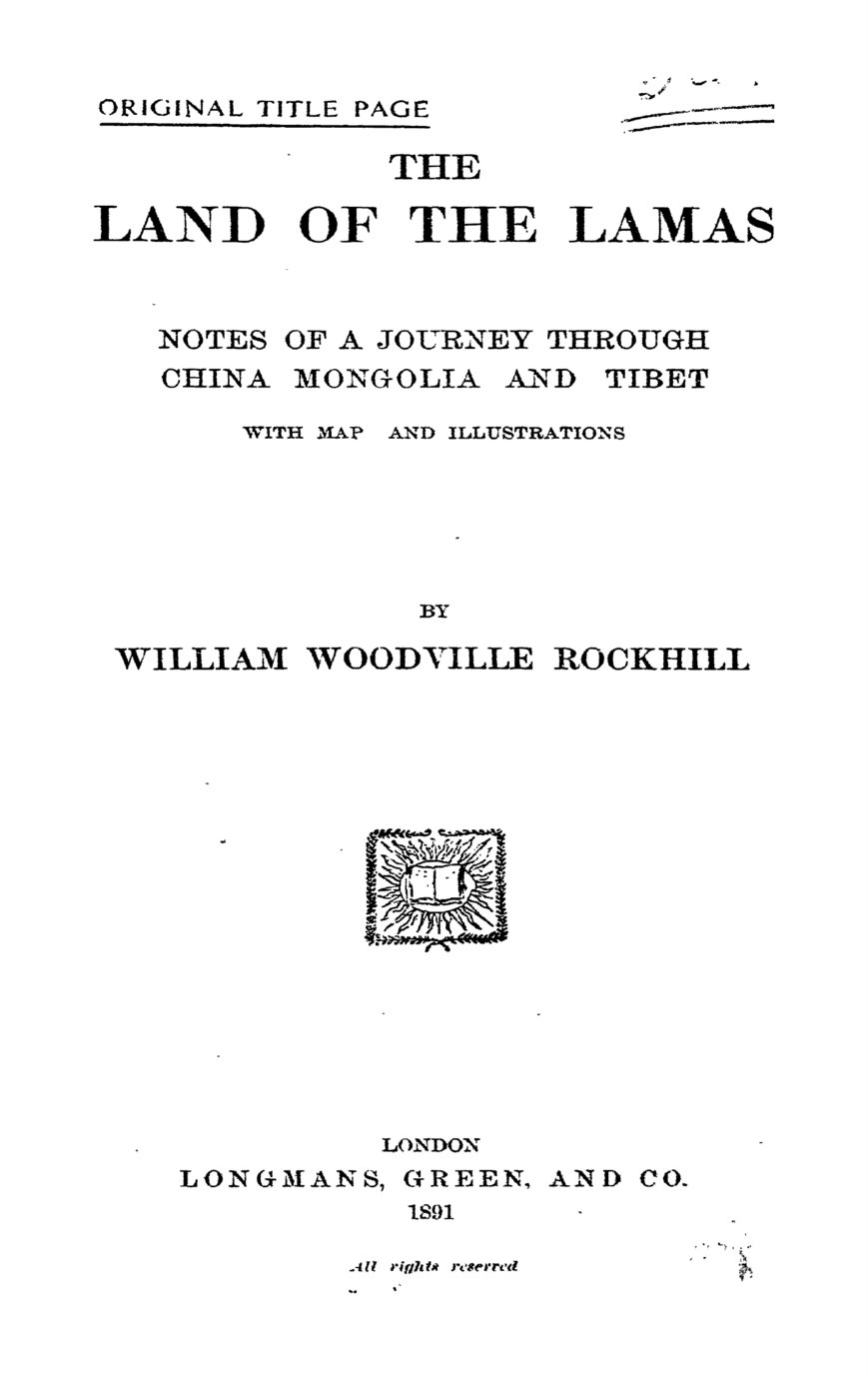
The Land of the Lamas

### 英文著作
- 《佛陀传》，英語：，1884年
- 《喇嘛之境》，英語：，1891年[10]
- 《辛卯壬辰年蒙藏旅行记》，英語：，1894年
- 《西藏民俗学》，英語：，1895年
- 《我国外交事务中亟需克服之问题》，1897年
- 《美国外交：中国事务》，1901年
- 《中韩关系论》，1889年
- 《與中韓有關的條約和公約，1894-1904年》，英語：，1904年[11]
- 《十五世紀至1895年的中韩关系》，英語：，1905年
- 《拉萨的达赖喇嘛和满清皇帝的关系，1644-1908年》，英語：，1910年[12]
- 《中国1910年人口调查》，英語：，1912年[13]

### 汉译英
- F. Hirth and W. W. Rockhill: 《Chau Ju-kua, His work on the Chinese and Arab trade in the twelfth and thirteenth centuries, entitled Chu-fan-chî》 （《趙汝适的《諸蕃志》——中國與阿拉伯十二與十三世紀的貿易》 ），1911年
- 《Description of the Barbarians of the Isles》（《島夷志略》），1913年

## 傳記
保羅·A·瓦格（Paul A. Varg）於1952年出版了他的傳記Open Door Diplomat: The Life of W. W. Rockhill（《門戶開放政策的外交官：柔克義生平》）。肯尼斯·韋默（Kenneth Wimmel）於2003年出版了他的傳記William Woodville Rockhill: Scholar-diplomat of the Tibetan Highlands（《柔克義：西藏高原的學者外交家》）。